# Деркин, Крис
Кристофер Джеймс Деркин (англ. Christopher James Durkin; род. 8 февраля 2000, Хамптон, Виргиния, США) — американский футболист, полузащитник клуба «Сент-Луис Сити».

## Клубная карьера
Деркин — воспитанник клубов «Ричмонд Кикерс» и «Ди Си Юнайтед». 26 марта 2015 года «Ричмонд Кикерс» подписал контракт с 15-летним Крисом. 23 апреля в матче против «Нью-Йорк Ред Буллз II» он дебютировал в USL. 14 июня 2016 года «Ди Си Юнайтед» подписал Деркина в качестве доморощенного игрока. На следующий день в матче Открытого кубка США против «Форт-Лодердейл Страйкерс» он дебютировал за «Ди Си Юнайтед». В течение следующих полутора сезонов Деркин выступал за «Ричмонд Кикерс» в аренде. В MLS он дебютировал в матче первого тура сезона 2018 3 марта против «Орландо Сити», заменив во втором тайме Ямиля Асада. 13 апреля 2019 года в матче против «Колорадо Рэпидз» он забил свой первый гол в MLS.
30 августа 2019 года Деркин был взят в аренду клубом чемпионата Бельгии «Сент-Трюйден» до июня 2020 года. За «Сент-Трюйден» он дебютировал 25 сентября в матче Кубка Бельгии против «Ауд-Хеверле Лёвена». 8 февраля 2020 года в матче против «Эйпена» он забил свой первый гол за «Сент-Трюйден». 7 мая «Сент-Трюйден» выкупил Деркина у «Ди Си Юнайтед». По сведениям прессы сумма трансфера составила $1,1 млн.
24 марта 2022 года Деркин вернулся в «Ди Си Юнайтед», подписав трёхлетний контракт до конца сезона 2024 с опцией продления на сезон 2025. По сведениям прессы «Юнайтед» выплатил «Сент-Трюйдену» около $600 тыс. За права на него в MLS «Ди Си» выплатил «Хьюстон Динамо» $325 тыс. в общих распределительных средствах.
12 декабря 2023 года «Ди Си Юнайтед» обменял Криса Деркина «Сент-Луис Сити» на Джареда Страуда, Лукаса Бартлетта и $300 тыс. в общих распределительных средствах. За «Сент-Луис Сити» он дебютировал 20 февраля 2024 года в матче Кубка чемпионов КОНКАКАФ против «Хьюстон Динамо».

## Международная карьера
В 2017 году Деркин в составе юношеской сборной США занял второе место на юношеском чемпионате КОНКАКАФ в Панаме. На турнире он сыграл в матчах против команд Ямайки, Сальвадора, Гондураса и дважды Мексики. В поединке против ямайцев Крис забил гол. Деркин попал в символическую сборную турнира.
В том же году Деркин принял участие в юношеском чемпионате мира в Индии. На турнире он сыграл в матчах против сборных Индии, Ганы, Колумбии, Парагвая и Англии. В поединке против индийцев Крис отметился забитым мячом.
В составе молодёжной сборной США Деркин принимал участие в молодёжном чемпионате мира 2019.

## Достижения
Командные
сборная США до 17 лет
- Серебряный призёр юношеского чемпионата КОНКАКАФ: 2017

Личные
- Член символической сборной юношеского чемпионата КОНКАКАФ: 2017